# Bulbophyllum kwangtungense
Bulbophyllum kwangtungense är en orkidéart som beskrevs av Rudolf Schlechter. Bulbophyllum kwangtungense ingår i släktet Bulbophyllum och familjen orkidéer. Inga underarter finns listade i Catalogue of Life.